# Grand Hotel (seriál)
Grand Hotel je americký dramatický televizní seriál, který vzniká podle stejnojmenné španělské verze od Ramóna Campose a Gemy R. Neiry. Hlavní role hrají Demián Bichir, Roselyn Sánchez, Denyse Tontz, Bryan Craig, Wendy Raquel Robinson, Lincoln Younes, Shalim Ortiz, Anne Winters, Chris Warren, Feliz Ramirez, Justina Adorno. Premiéru měl na stanici ABC dne 17. června 2019. 
Seriál byl zrušen v říjnu 2019 po odvysílání první řady.  

## Děj
Seriál se odehrává v posledním´rodinném hotelu v multikulturním Miami Beach. Charismatický Santiago Mendoza vlastní hotel, zatímco jeho druhá manželka Gigi a jejich dospělé děti si užívají bohatství a úspěchu. Zaměstnanci hotelu prožívají své úspěchy a neúspěchy. Bohatí a pohlední hoteloví hosté si užívají luxusu, zatímco je pronásledují skandály, dluhy a tajemství.

## Obsazení

### Hlavní role
- Demian Bichir jako Santiago Mendoza, majitel hotelu Riviera
- Roselyn Sanchez jako Gigi Mendoza, Santiagova druhá manželka, která byla nejlepší kamarádkou jeho první ženy Beatriz
- Denyse Tontz jako Alicia Mendoza, Santiagova dcera
- Bryan Craig jako Javi Mendoza, Satiagovo syn
- Wendy Raquel Robinson jako Helen Parker, vedoucí zaměstnanců v hotelu Riviera
- Lincoln Younes jako Danny, nový číšník hotelu Riviera
- Shalim Ortiz jako Mateo, Santiagova druhá ruka
- Anne Winters jako Ingrid, těhotná pokojská v hotelu Riviera
- Chris Warren Jr. jako Jason, syn Helen, který v hotelu pracuje jako číšník
- Feliz Ramirez jako Carolina, Gigi dcera
- Justina Adorno jako Yoli, Gigi dcera

### Vedlejší role
- Arielle Kebbel jako Sky, kuchařka hotelu Riviera, která záhadně zmizela v průběhu hurikánu
- Jencarlos Canela jako El Rey, hudební umělec
- John Marhsall Jones jako Malcolm Parker, Jasonův otec
- Matt Shively jako Nelson
- Sabrina Texidor jako Marsa, masérka z hotelu, která začne chodit s Yoli
- Elizabeth McLaughlin jako Heather, Dannyho dlouhodobá přítelkyně
- Adrian Pasdar jako Felix, bývalý manžel Gigi a otec Caroliny a Yoli
- Christina Vidal jako detektiv Ayala

### Hostující role
- Eva Longoria jako Beatriz Mendoza, Santiagova první žena a matka Alicie a Javiho
- Richard Burgi jako Michael Finn, arogantní majitel hotelu Finn
- Freddie Stroma jako Oliver, bývalý spolužák Alicie, který pracuje pro Finna
- Katey Sagal jako Teresa Williams, žena, které Santiago dluží peníze
- Cassie Scerbo jako Vanessa, profesionální roztleskávačka, do které se zamilovat Jason
- Jessalyn Gilsig jako Roxanne, Ingrid matka, která se zapletla s Javim

## Seznam dílů

### První řada (2019)
| Č. v seriálu | Č. v řadě | Původní název                 | Režie          | Scénář            | Premiéra v USA    |
| ------------ | --------- | ----------------------------- | -------------- | ----------------- | ----------------- |
| 1            | 1         | Pilot                         | Ken Olin       | Brian Tanen       | 17. června 2019   |
| 2            | 2         | Smokeshow                     | Ron Underwood  | Brian Tanen       | 24. června 2019   |
| 3            | 3         | Curveball                     | Eva Longoria   | Bob Daily         | 1. července 2019  |
| 4            | 4         | The Big Sickout               | Bill D'Elia    | Curtis Kheel      | 8. července 2019  |
| 5            | 5         | You've Got Blackmail          | Marisol Adler  | Davah Avena       | 15. července 2019 |
| 6            | 6         | Love Thy Neighbor             | Arlene Sanford | Geoffrey Nauffits | 22. července 2019 |
| 7            | 7         | Where the Sun Don't Shine     | David Grossman | Sara Saedi        | 29. července 2019 |
| 8            | 8         | Long Night's Journey Into Day | Ellen Pressman | Nicki Renna       | 5. srpna 2019     |
| 9            | 9         | Groom Service                 | Elodie Keene   | Desta Tedros Reff | 12. srpna 2019    |
| 10           | 10        | Suite Little Lies             | John Terlesky  | Danny Fernandez   | 19. srpna 2019    |
| 11           | 11        | Art of Darkness               | Nicole Rubio   | Bob Dailey        | 26. srpna 2019    |
| 12           | 12        | Dear Santiago                 | Barbara Brown  | Curtis Kheel      | 2. září 2019      |
| 13           | 13        | A Perfect Storm               | Bill D'Elia    | Brian Tanen       | 9. září 2019      |

## Produkce

### Vývoj a natáčení
Dne 21. listopadu 2017 stanice ABC oznámila produkci americké adaptace španělského seriálu Grand Hotel. Pilotní scénář byl napsán Brianem Tanenem, který na projektu také pracuje jako výkonný producent, společně s Evou Longoriou, Benem Spectorem, Oliverem Bachertem a Christianem Gockelem. Dne 2. února 2018 byla oznámená objednání pilotního dílu.
Dne 11. května 2018 stanice oznámila objednání produkci první řady. Následně bylo potvrzeno, že Ramón Compos a Tereza Fernández-Valdés, producenti původního seriálu, se k projektu připojili jako výkonní producenti. O pár dní později bylo oznámeno, že seriál bude mít premiéru na jaře roku 2019. Dne 15. března 2018 byl vydán první trailer. Dne 17. června 2019 byl vysílán premiérový díl. 

### Casting
V únoru roku 2018 bylo oznámeno, že se v hlavních rolích připojili Roselyn Sánchez a Chris Warren Jr.. V březnu 2018 byl oznámen zbytek obsazení: Demian Bichir, Wendy Raquel Robinson, Shalim Ortiz, Denyse Tontz, Anne Winters, Bryan Craig, Lincoln Younes, Feliz Ramirez a Justina Adorno.